# Kirill Kondrachine
Pour les articles homonymes, voir Kondrachine.
Kirill Petrovitch Kondrachine (en russe : Кирилл Петрович Кондрашин) est un chef d'orchestre russe, né le 6 mars 1914 à Moscou et mort le 7 mars 1981 à Amsterdam. En 1960, il remporte un Grammy Awards de la meilleure performance classique - concerto ou soliste instrumental, avec orchestre.

## Biographie
Kirill est né dans une famille de musiciens moscovites : son grand-père était tromboniste, son père, Piotr Kondrachine, était altiste et sa mère, violoniste à l'orchestre du Bolchoï. Vers six ou sept ans, il commence l'étude du piano, notamment des cours privés avec Constantin Chtchedrine ; mais la musique semble peu l'intéresser.
À quatorze ans, il se prend d'un grand intérêt pour l'orchestre en tant qu'« instrument », et prend des leçons privées avec Nikolaï Djouliaïev (théorie, composition, direction, orchestration), qui vont décider définitivement de sa vocation comme chef d'orchestre.
En 1931, il entre dans la classe de direction d'orchestre au Conservatoire avec Boris Khaïkine (1904-1978), dans la droite filiation avec Rimski-Korsakov, puis Nikolaï Malko. Il obtient ses premiers engagements comme chef au Théâtre pour Enfants et au Théâtre d'Opéra Stanislavsky de Moscou. Il reçoit également des leçons d'Alexandre Gaouk.
En 1934 il est engagé comme chef assistant au théâtre Nemirovitch-Danchenko de Moscou. Il y fera ses débuts dans Les Cloches de Corneville de Planquette (25 octobre 1934).
Il poursuit ses études jusqu'en 1936 (sanctionné par un premier prix), mais obtient avant même son examen un poste au Petit Théâtre dramatique (Maly Téatr) à Léningrad, en même temps que Boris Khaïkine. Se distingue dans Pompadour d'Andreï Pachtchenko (1939), La fanciulla del West de Puccini et Kalinki de Mikhaïl Tcheriomoukhine. Il y restera jusqu'en 1943, en ayant la possibilité de diriger d'autres orchestres.
En 1938, il obtient un prix d'honneur au Grand concours de direction d'orchestre de l'Union : pour la virtuosité de sa technique de direction et la qualité de sa pédagogie avec les orchestres.

### 1943-1956 - Bolchoï
Tout juste âgé de vingt-neuf ans, à la suite d'un concert triomphal avec l'Orchestre du Bolchoï à Moscou, organisé à l'initiative de Boris Khaïkine et Dmitri Chostakovitch, il est nommé chef permanent du Théâtre Bolchoï à Moscou. Il y restera de 1943 à 1956.
Ce sera le temps de nombreuses productions - y compris des mises en scène. On peut citer parmi elles : La Fiancée vendue de Smetana, La force ennemie d’Alexandre Serov, La Demoiselle des neiges de Rimski-Korsakov (1943), Rouslan et Ludmila de Glinka, Le Prince Igor de Borodine, Halka de Moniuszko.
Après la guerre, il commence à diriger des concerts symphoniques. Vont se suivre les trois premiers Concertos pour piano de Prokofiev en un concert, avec Yakov Zak (28 mai 1946) ; un cycle de concerts David Oïstrakh sur les grands concertos pour violon ; la première du Concerto pour violon de Nikolaï Rakov, dédié à Oïstrakh (enregistré) (1947/48) ; un cycle de concerts sur les grands concertos pour piano avec Emil Gilels et divers orchestres, dont l'orchestre philharmonique de Moscou, l'orchestre de la radio de l'URSS, l'Orchestre d'État de Moscou, la Philharmonie de Leningrad...
En 1949, il est appelé, notamment sous l'impulsion de son ami David Oïstrakh, à faire de nombreuses tournées à l'étranger.
Après treize ans, Kondrachine démissionne en affirmant que cette maison est un temple du conservatisme et qu'il lui est impossible d'y monter des spectacles de musique contemporaine, outre les changements continuels de musiciens et le manque de répétitions. Il devient chef itinérant, se produisant avec un grand nombre d'orchestres (Louhansk, Kharkov, Sverdlovsk, Rostov) et accompagnant de grands solistes, tels que Sviatoslav Richter, Mstislav Rostropovitch ou Leonid Kogan.
En 1958, le premier Concours de Piano Tchaïkovski et le triomphe de l'Américain Van Cliburn exposent Kondrachine aux médias du monde entier et lui assurent une réputation internationale.
Il est le premier chef d'orchestre soviétique à diriger aux États-Unis et le premier artiste soviétique à être reçu à la Maison-Blanche par Eisenhower. Suivent des disques : Concerto pour piano no 1 de Tchaïkovski avec Van Cliburn avec l'Orchestre RCA Victor. Enfin la tournée se termine avec la représentation d'un opéra à Chicago : Madame Butterfly, avec Renata Tebaldi et Giuseppe Di Stefano.

### 1960-1975 - Orchestre de Moscou
Il devient directeur musical de l'Orchestre philharmonique de Moscou de 1960 jusqu'à son départ de l'URSS en 1975 et élevant l'orchestre à un niveau international. Il entreprend des tournées avec l'orchestre de Moscou dès 1963 en URSS d'abord, puis à l'étranger.
Kondrachine était un grand pédagogue et adorait enseigner. Il fut titulaire de la classe d'orchestre au Conservatoire de Moscou et donna leur chance à de nombreux jeunes chefs de l'école russe, Oleg Caetani, Igor Golovchine ou Woldemar Nelsson (en) et Vassili Sinaïski qui furent ses assistants à Moscou.
Kondrachine reçut la médaille de la Société internationale Mahler (basée à Vienne) pour ses activités de promoteur de la musique de Mahler en URSS, notamment par des enregistrements historiques.
Il a écrit trois livres sur la direction d'orchestre et un sur les symphonies de Tchaïkovski.

### 1978 - Passage à l'ouest
En décembre 1978, Kondrachine décide de passer à l'Ouest, « afin de jouir entièrement de sa liberté artistique », laissant ses trois fils en URSS. Il est reçu par les Pays-Bas où Bernard Haitink lui propose de partager avec lui le poste de chef permanent du Concertgebouw d'Amsterdam, orchestre qu'il avait régulièrement dirigé depuis 1968. Il dirige aussi régulièrement l'Orchestre de la Radio Bavaroise.
Aux Pays-Bas, il épouse son assistante interprète, la musicologue Nolda Broekstra (née en 1944). À leur première rencontre vers 1975, Nolda Broekstra avait trente ans de moins et ne parlait pas russe ; tous deux étaient mariés et ne parlaient pas couramment l'anglais, la langue qu'ils parlaient. Pourtant, ils sont tombés amoureux, ont essayé d'être ensemble quand ils le pouvaient et ont échangé des lettres. Nolda Broekstra commença diligemment à étudier le russe et l'anglais et maîtrisa rapidement les deux langues. Leur vie de couple aux Pays-Bas a été courte, Kondrachine étant décédé d'une crise cardiaque à Amsterdam :  il meurt dans la nuit du 7 au 8 mars 1981, à l'issue d'un concert qu'il avait donné au pied levé, à la tête de l'Orchestre symphonique de la NDR de Hambourg. Il y dirigeait la première symphonie de Mahler.

## Répertoire
On ne connait presque rien de sa carrière à l'opéra jusqu'en 1956, mais il semble que Kondrachine ait été empêché ensuite d'y revenir[réf. nécessaire].
Son répertoire était largement plus vaste que ne le laisse penser sa discographie. Ainsi les classiques Mozart, Haydn, Mendelssohn, Schubert ou Schumann étaient couramment joués, mais il reste très peu de traces de ce travail. De même il est très surprenant de trouver si peu de Tchaikovski alors qu'on sait les affinités qu'il entretenait avec ce compositeur par ses livres ou de rares concerts parvenu jusqu'à nous, comme les interprétations avec le Concertgebouw.
Spécialiste de la musique russe et particulièrement de Dmitri Chostakovitch dont il a créé les 4e et 13e (Babi Yar) symphonies en 1961 et 1962, il enregistre également les Danses symphoniques de Sergueï Rachmaninov.
Il a également réalisé des gravures de la quasi-totalité des symphonies de Gustav Mahler — dont les 5e et 7e.
Ses collaborations avec Oïstrakh, Kogan, Richter ou Janis ont donné quelques-uns des plus grands disques de l'histoire de l'enregistrement.

## Discographie sélective
- Wolfgang Amadeus Mozart, Symphonie concertante pour violon et alto, David Oistrakh, Igor Oistrakh, Orchestre philharmonique de Moscou (Decca, 1963).
- Dmitri Chostakovitch, Symphonie n° 4 en ut mineur, Staatskapelle de Dresde (1963, Profil - Edition Günter Hänssler, DRA), enregistrement en concert de la création de l'œuvre en Allemagne.
- Nikolaï Rimski-Korsakov, Schéhérazade, Orchestre royal du Concertgebouw d'Amsterdam (Philips, 1979), plusieurs fois reconnue interprétation de référence, notamment par l'émission La Tribune des critiques de disques sur France Musique.
- Liszt, Concertos pour piano nos 1&2, London Symphony Orchestra, Sviatoslav Richter, Decca
- Peter Ilyich Tchaikovsky, Concerto pour piano no 1, Martha Argerich, orchestre symphonique de la radio bavaroise. Philips février 1980.

## Concours Kondrachine
Le Concours International Kondrachine à Amsterdam, créé en 1984, se tient irrégulièrement depuis. En voici les chefs médaillés.
- 1984 : Jun'ichi Hirokami
- 1989 : Mark Wigglesworth
- 1994 : Dorian Wilson
- 1997 : Hans Leenders (nl)
- 1998 : Yaron Traub (en)